# Dover Kil
Dover Kil er en 20,5 hektar stor højalkalin og lavvandet kransnålalge-sø i Sydthy som ligger ud til Nees Sund i Limfjorden, som den kun er adskilt fra af en vejdæmning. Den får tilført vand fra Boddum Bæk og har periodisk afløb
til Limfjorden via en mindre grøft. Søen er omgivet af strandenge og høje skrænter og er omgivet af dyrkede landbrugsarealer og skov. Dover Kil er en del af Natura 2000-område nr. 28 Agger Tange, Nissum Bredning, Skibsted Fjord og Agerø, og en del af naturfredningen Doverkil, Bodum Bakker. Doverkil var frem til 1868-69 en bugt i Limfjorden, men da dæmningen ved Doverodde blev bygget, blev Doverkil til en brakvandssø. Før landhævningen i stenalderen tog til var den et smalt sund medens Boddum var en ø og i dag en halvø. Rundt om Doverkil ses stadig de gamle, stejle klinter fra stenalderen. 

## Flora
Ved Doverkil der er en brakvandssø med strandenge, rørskove og kildevæld ses på engene strandannelgræs, strandasters, alm. blæresmælde , strandfirling, kødet- og vingefrøet hindeknæ , jordbærkløver, dansk kokleare og slangetunge. I rørskoven strandkogleaks, tagrør og enskællet sumpstrå.

## Fauna
Ved Doverkil træffes både lille- og toppet lappedykker, skarv, fiskehejre og sangsvaner, men det er især ænder der kommer forbi: gravand, pibeand, krikand, gråand, skeand, troldand og hvinand. Af vadefugle er iagttaget blishøne, vandrikse, grønbenet rørhøne, rødben og dobbeltbekkasin. Af rovfugle ses rørhøg, spurvehøg, musvåge og fiskeørn.

## Fredningen
Der blev rejst en fredningssag i 1940'erne, da Danmarks Naturfredningsforening hørte om de landvindingsplaner, som lokale lodsejere, efter forslag fra Hedeselskabet, var gået i gang med. Brokær-området var i 1925 blevet opdaget som en enestående botanisk lokalitet. I 1945 begærede DN området fredet – og da det havde været svært for lodsejerne at blive enige om deres afvandingsprojekt, så var det forholdsvis nemt for Fredningsnævnet at træffe sin afgørelse til fordel for naturen.
I 1991 afløste en nye fredning tre mindre fredninger ved Doverkil og Ydby Hede og samlet blev 166 hektar fredet.